# Джон III Комин
Джон III Комин, также известен как «Рыжий Комин» (англ. John III Comyn, Lord of Badenoch; ок. 1269 — 10 февраля 1306, Дамфрис, Королевство Шотландия) — шотландский аристократ, лорд Баденох и Лохабер (1302—1306). Участник первой войны за независимость Шотландии, один из хранителей (регентов) Шотландии в период второго междуцарствия (1296—1306). Был убит Робертом Брюсом перед алтарём в церкви Грейфрайарс в Дамфрисе.
Его отец, Джон II Комин (умер в 1302), лорд Баденох, известный как «Черный Комин», был одним из претендентов на шотландский престол, ведя своё происхождение по материнской линии от короля Шотландии Дональда III Красивого. Его матерью была Элеонора Баллиол, дочь барона Джона I де Баллиол и сестра короля Шотландии Джона Баллиола, правившего в 1292—1296 годах. В начале 1290-х он женился на Джоан де Валенс, дочери Уильяма де Валенса, 1-го графа Пембрука, дяди короля Англии Эдуарда I.

## Комины
Накануне войны за независимость Комины были одной доминирующих дворянских семей в Шотландии, с обширными земельными владениями на севере и юге страны, с политическим влиянием и семейными связями с короной. Комины, семья нормандско-французского происхождения, впервые появились в Шотландии в период правления короля Давида I. В XIII веке Комины приобрели лордства Баденох и Лохабер, а также графство Бьюкен. В 1286 году после смерти короля Шотландии Александра III Джон II Комин (Черный Комин) стал членом регентского совета при его внучке Маргарет Норвежской Деве. В 1290 году, когда королева умерла, в Шотландии началась борьба за верховную власть. В 1292 году новым королём был избран Джон Баллиол, который заручился поддержкой своего зятя Чёрного Комина, лорда Баденоха. Комины стали главными сторонниками короля Джона Баллиола и врагами дома Брюсов. В 1296 году король Англии Эдуард I вторгся в Шотландию, разбил шотландцев при Данбаре и вынудил Джона Баллиола отречься от престола.

## Война с Англией
В начале войны между Англией и Шотландией Джон II Комин, лорд Баденох, и Джон Комин, граф Бьюкен, отец и двоюродный брат Джона, пересекли границу и напали на Карлайл, обороной которого руководил Роберт Брюс, граф Каррик. Не имея осадной техники, Комины отступили обратно и присоединились к шотландской армии в Хаддингтоне, которая была собрана, чтобы отразить наступление английской армии вдоль восточного побережья. 27 апреля 1296 года при Данбаре англичане нанесли поражение шотландской армии и взяли в плен около ста шотландских лордов. Джон де Баллиол потерпел поражение и отступил вглубь Шотландии, преследуемый английской армией. Вместе с ними последовали Джон Комин, лорд Баденох, и Джон Комин, граф Бьюкен, а Джон Рыжий Комин был взят англичанами в плен и заключен в Лондонский Тауэр. 10 июля того же года король Шотландии Джон де Баллиол вынужден был отречься от королевского престола.
В 1297 году Джон Комин был освобожден из Тауэра и участвовал в военной кампании короля Англии Эдуарда I во Фландрии против французов. Там он узнал о восстании в Шотландии под руководством Уильяма Уоллеса и Эндрю де Моррея, которые победили англичан на Стерлингском мосту. В марте 1298 года Джон Комин дезертировал из английской армии и прибыл в Париж ко двору короля Франции Филиппа IV. Летом 1298 года он вернулся на корабле из Франции в Шотландию.

## Битва при Фолкерке
В 1297 году Уоллес и Эндрю де Морей были назначены регентами (хранителями) Шотландии, но Эндрю де Морей вскоре умер. Главной задачей, стоявшей перед регентами, было собрать шотландское войско для отражения вторжения английской армии Эдуарда I Плантагенета, стремившегося отомстить шотландцам за Стерлингский мост. 22 июля 1298 года в битве при Фолкерке шотландское войско под командованием Уильяма Уоллеса потерпело поражение от 15-тысячной английской армии Эдуарда I. Шотландский хронист Иоанн Фордунский сообщал, что Джон Комин и его родственники ненавидели Уоллеса и в разгар сражения покинули поле битвы со своими конными воинами. Вскоре после поражения при Фолкерке Уильям Уоллес отказался от должности хранителя Шотландии, эту должность получили Джон Рыжий Комин и Роберт Брюс, граф Каррик.

## Хранитель Шотландии
После поражения при Фолкерке престиж Уильяма Уоллеса среди шотландцев упал. Вместо него должность хранителя Шотландии получили Джон Рыжий Комин и Роберт Брюс, враждовавшие друг с другом и претендующие на шотландскую корону. Уильям Ламбертон, епископ Сент-Эндрюса, был назначен третьим хранителем королевства, чтобы попытаться обеспечить порядок между ними. Ламбертон был личным другом Уоллеса и Брюса. До мая 1300 года Роберт Брюс отказался от должности хранителя. На его место был избран парламентом в Рутерглене дворянин Инграм де Умфравилль. Избрание последнего устраивало Джона Комина, потому что Умфравилль был близким политическим соратником и родственником короля Джона де Баллиола. В феврале 1302 года Роберт де Брюс, граф Каррик, заключил мирный договор с королем Англии Эдуардом I.
Новый триумвират просуществовал до мая 1301 года, когда вместо Инграма де Умфравилля хранителем был избран барон Джон де Соулес. В следующем 1302 года Джон де Соулес отправился с дипломатической миссией во Францию, а Джон Рыжий Комин стал единственным регентом (хранителем) королевства, он занимал эту должность в течение следующих двух лет. В 1302 году после смерти своего отца Джона Чёрного Комина Джон Рыжий Комин унаследовал лордства Баденох и Лохабер.
В феврале 1303 года Джон Рыжий Комин и сэр Саймон Фрейзер одержали победу над английским войском под командованием Джона Сегрейва, барона Сегрейва, в битве при Рослине. Английский король Эдуард I Плантагенет стал собирать большие силы и готовиться к наступлению вглубь Шотландии. 9 февраля 1304 года в Стратхорде, близ Перта, Джон Комин заключил мирный договор с английской короной.

## Убийство Комина в Дамфрисе
10 февраля 1306 года по приказу Роберта Брюса, графа Каррика, Джон «Рыжий Комин» был убит перед алтарем церкви Грейфрайарс в Дамфрисе. Вместе с ним погиб и дядя, Роберт Комин, пытавшийся защитить племянника. 25 марта того же года Роберт Брюс короновался шотландским королем в Сконе. Владения Коминов в Баденохе были конфискованы шотландской короной.
Король Англии Эдуард I Плантагенет, узнав о гибели Джона Комина в Винчестере, пришел в ярость и приказал Эмеру де Валенску, 2-му графу Пембруку, шурину Рыжего Комина, выступить против Роберта Брюса и его сторонников. По распоряжению Эдуарда его двоюродная сестра, Джоан, отправила своего сына Джона Комина в Англию, где он был помещен на попечение сэра Джона Уэстона, опекуна королевских детей. Джон IV Комин вырос в Англии и погиб в 1314 году в битве при Бэннокбёрне, сражаясь в рядах английской армии.

## Семья
Джон III Комин был женат на Джоан де Валенс, младшей дочери Уильяма де Валенса, 1-го графа Пембрука и Джоан де Мунченси. Их дети:
- Джон IV Комин (около 1294 — 24 июня 1314), погиб в битве при Бэннокбёрне
- Джоан Комин (ок. 1293—1326), жена Дэвида Стратбоги, 10-го графа Атолла (умер в 1326)
- Элизабет Комин (1299—1372), жена Ричарда Толбота, 2-го барона Толбота (около 1305—1356).